# Đức Mẹ Đen của Częstochowa
Đức Mẹ Đen của Częstochowa (tiếng Ba Lan: Czarna Madonna hoặc Matka Boska Częstochowska, tiếng Latinh: Imago thaumaturga Beatae Virginis Mariae Immaculatae Conceptae, in Claro Monte), còn được gọi là Đức Mẹ Częstochowa, là một linh ảnh Đức Trinh Nữ Maria được tôn kính và đặt tại Tu viện Jasna Góra ở Częstochowa, Ba Lan. Một số Giáo hoàng đã công nhận linh ảnh của Đức Mẹ Częstochowa, bắt đầu từ Giáo hoàng Clement XI, người đã ban hành Lễ đăng quang cho tranh thánh vào ngày 8 tháng 9 năm 1717.

## Linh ảnh
Bức tranh với kích cỡ 122 × 82 cm, có một bố cục truyền thống như các linh ảnh nổi tiếng khác của Cơ đốc giáo phương Đông. Đức Mẹ Maria còn được gọi là "Hodegetria" ("Đức Mẹ Chỉ Đường"). Tranh thánh diễn tả Đức Mẹ một tay đang bồng Hài Nhi Giêsu, trong khi tay kia chỉ vào Người. Cử chỉ và ánh mắt của Đức Mẹ – hướng ra khỏi bức ảnh và nhìn vào người chiêm ngắm – mời gọi mọi người hãy tôn nhận Con của Mẹ là Đường, là Sự Thật và là Sự Sống. Trong khi đó, Chúa Giêsu trong hình hài của một đứa trẻ, đưa tay phải về phía người chiêm ngắm trong phước lành, còn tay trái cầm cuốn Phúc Âm. Trong linh ảnh, Đức Mẹ Częstochowa mặc chiếc áo choàng với họa tiết hoa diễn vỹ.
Nguồn gốc của linh ảnh và niên đại của nó vẫn còn đang gây tranh cãi giữa các học giả. Việc xác định niên đại của tranh thánh gặp khó khăn, một phần là do bức vẽ ban đầu đã được sơn lại sau khi bị bọn cướp phá hoại nghiêm trọng vào năm 1430. Tấm gỗ phía sau bức tranh đã bị vỡ, và còn có vết chém trên tranh.
Các nhà phục chế thời trung cổ do không quen với tranh sáp nóng, đã nhận thấy rằng việc sơn lại những chỗ bị hư hại trên tranh, "đơn giản là làm lại từ đầu", theo biên niên sử thời trung cổ Risinius. Giải pháp của việc phục chế này là, xóa hình gốc và vẽ lại nó dựa trên bản gốc ban đầu. Các đường nét ban đầu của linh ảnh Chính thống thì mềm mại hơn; với chiếc mũi được vẽ theo kiểu mũi két.

## Lịch sử

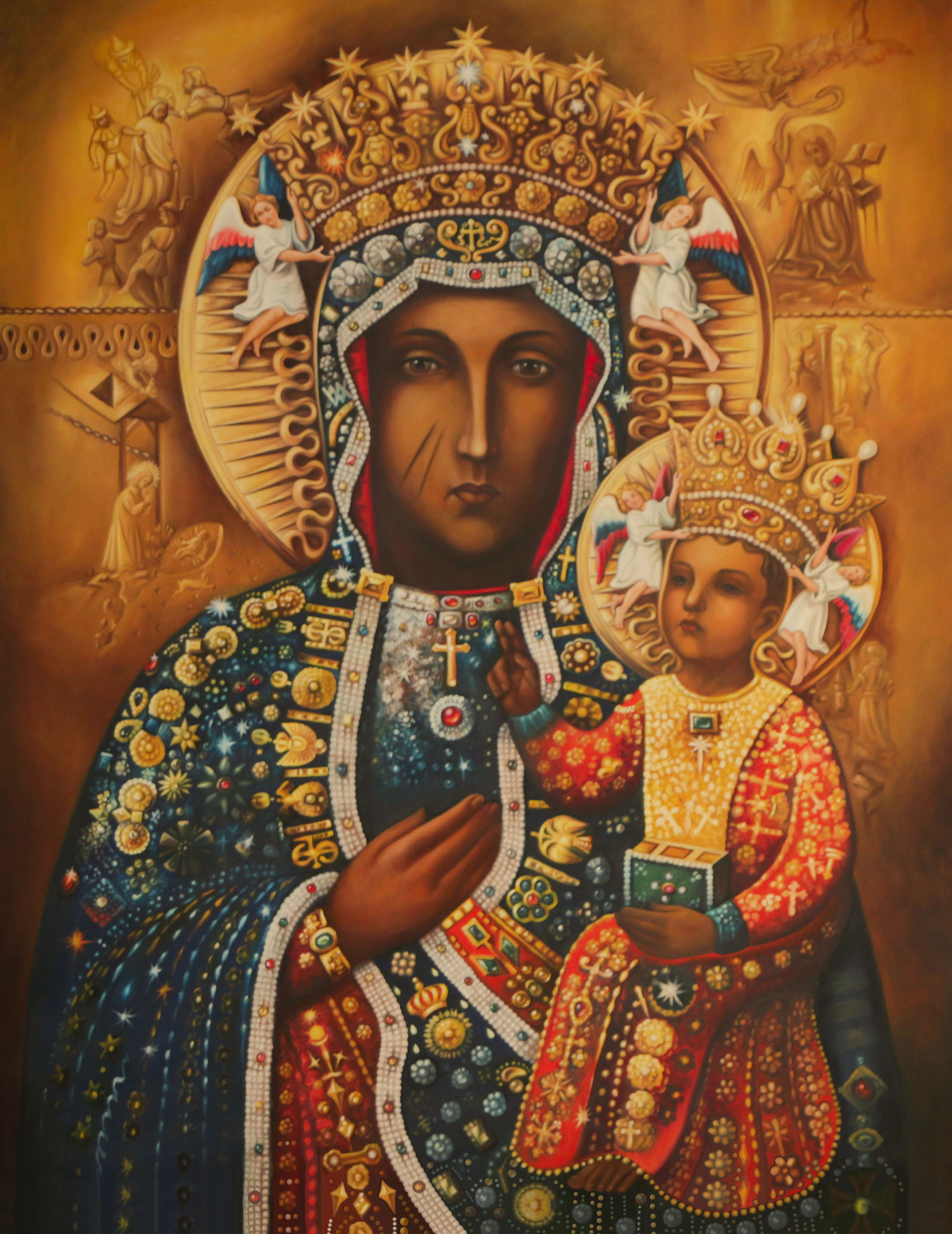
Hình ảnh Đức Mẹ Częstochowa (phái sinh, sau năm 1714), trong bộ sưu tập của Lâu đài Radomysl.

### Thánh sử Luca
Linh ảnh Đức Mẹ Częstochowa đã gắn bó mật thiết với Ba Lan trong 600 năm qua. Lịch sử của linh ảnh Đức Mẹ Đen đến Ba Lan, được bao phủ trong nhiều truyền thuyết. Tương truyền, linh ảnh được Thánh Luca vẽ trên một chiếc bàn do chính Chúa Giêsu đóng. Sau đó, bức tranh được tìm thấy ở Jerusalem vào năm 326 bởi Thánh Helena, người đã mang nó về Constantinopolis và tặng nó cho con trai của bà là Constantinus Đại đế.

### Hành trình đến Częstochowa
Các tài liệu cổ nhất của Jasna Góra cho biết bức tranh đi từ Constantinopolis qua Belz. Sau đó, bức tranh thuộc quyền sở hữu của Władysław Opolczyk, Công tước xứ Opole, người cố vấn cho vua Lajos I của Hungary. Theo các nguồn của Ukraina thì, trước đó linh ảnh đã được Vua Lev I của Galicia mang đến Belz với nhiều nghi lễ, rồi sau đó được Władysław lấy từ Lâu đài Belz khi thị trấn được sáp nhập vào vương quốc Ba Lan. Tương truyền rằng vào cuối tháng 8 năm 1384, khi Ladislaus đang đi vi hành qua Częstochowa với linh ảnh, thì những con ngựa của ông cứ đứng lại mà không chịu đi tiếp. Trong chiêm bao, ông nằm mộng thấy được bảo phải để lại linh ảnh ở Jasna Góra (Núi Sáng).
Mặt khác, các nhà sử học lại cho rằng bức tranh ban đầu là một linh ảnh của Đế quốc Đông La Mã được tạo ra vào khoảng thế kỷ thứ sáu hoặc thứ chín. Sau đó, Hoàng tử Władysław đã mang nó đến tu viện Jasna Góra vào thế kỷ 14.

### Nữ vương Ba Lan, Đức Mẹ bảo hộ Ba Lan

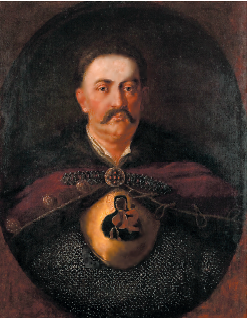
Quốc vương Jan III Sobieski với giáp che cổ có linh ảnh Đức Mẹ Częstochowa

Vào tháng 8 năm 1382, nhà thờ giáo xứ trên đỉnh đồi được chuyển giao cho tu sĩ dòng Phaolô, một dòng tu từ Hungary. Những bông diễn vỹ vàng được vẽ trên tấm áo choàng của Đức Mẹ với màu xanh của huy hiệu, semée de lis, của quốc huy hoàng gia Pháp; lời giải thích khả dĩ nhất cho sự hiện diện của hình ảnh này trên linh ảnh là do linh ảnh hiện diện tại Hungary, trong thời kỳ trị vì của Charles I của Hungary hoặc Louis Đại đế, các vị vua Hungary của triều đại Anjou. Triều đại này có thể đã cho vẽ linh ảnh huy hiệu hoàng gia lên linh ảnh. Điều này cho thấy, có thể linh ảnh đã được các tu sĩ dòng Phaolô mang từ tu viện ở Hungary đến Jasna Góra.

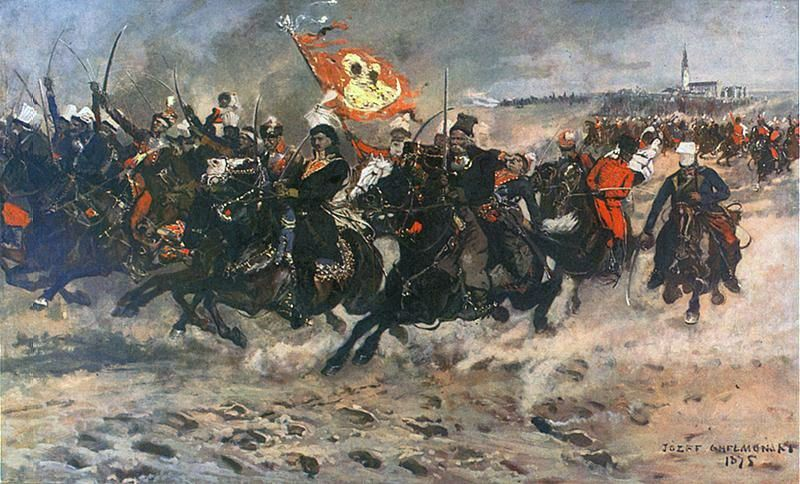
Anh hùng người Mỹ gốc Ba Lan Kazimierz Pułaski gần Częstochowa. Một bức tranh của Józef Chełmoński (1875), ngọn cờ của nghĩa quân mang hình ảnh của Đức Mẹ Đen Częstochowa.

Đức Mẹ Đen Częstochowa được cho là đã cứu tu viện Jasna Góra (Núi Sáng), một cách thần kỳ khỏi một cuộc xâm lược của người Thụy Điển. Cuộc vây hãm Jasna Góra diễn ra vào mùa đông năm 1655 trong Chiến tranh phương Bắc lần thứ hai, khi cuộc xâm lược của Thụy Điển nhằm vào Khối thịnh vượng chung Ba Lan - Litva. Lúc đó, người Thụy Điển đang cố đánh chiếm tu viện Jasna Góra ở Częstochowa. Bảy mươi tu sĩ và 180 binh sĩ, những người này chủ yếu đến từ giới quý tộc Szlachta, đã cầm chân 4.000 quân Thụy Điển trong 40 ngày, để bảo vệ linh ảnh, điều này đã góp phần xoay chuyển cục diện chiến tranh. Để ghi ơn, vua John II Casimir Vasa đã ban hành Lời thề Lwów, trong đó tôn nhận Đức Mẹ Czestochowa làm Nữ Vương Ba Lan, và đặt đất nước dưới sự bảo bọc của Mẹ, tại nhà thờ lớn Lwów, vào ngày 1 tháng 4 năm 1656. Trước sự kiện này, một số hoàng thân đã hiến vương miện cho linh ảnh trong suốt nhiều năm, thay cho chiếc vương miện bằng sắt, bằng một chiếc vương miện bằng vàng và số trang sức khác. Nhiều năm sau đó, những loại đá quý khác nhau đã được thay thế và được đặt xung quanh tranh thánh, để bảo tồn tính thẩm mỹ của linh ảnh, đồng thời thay thế các vương miện đã bị đánh cắp.

### Truyền thuyết về dung mạo của Đức Mẹ trong tranh

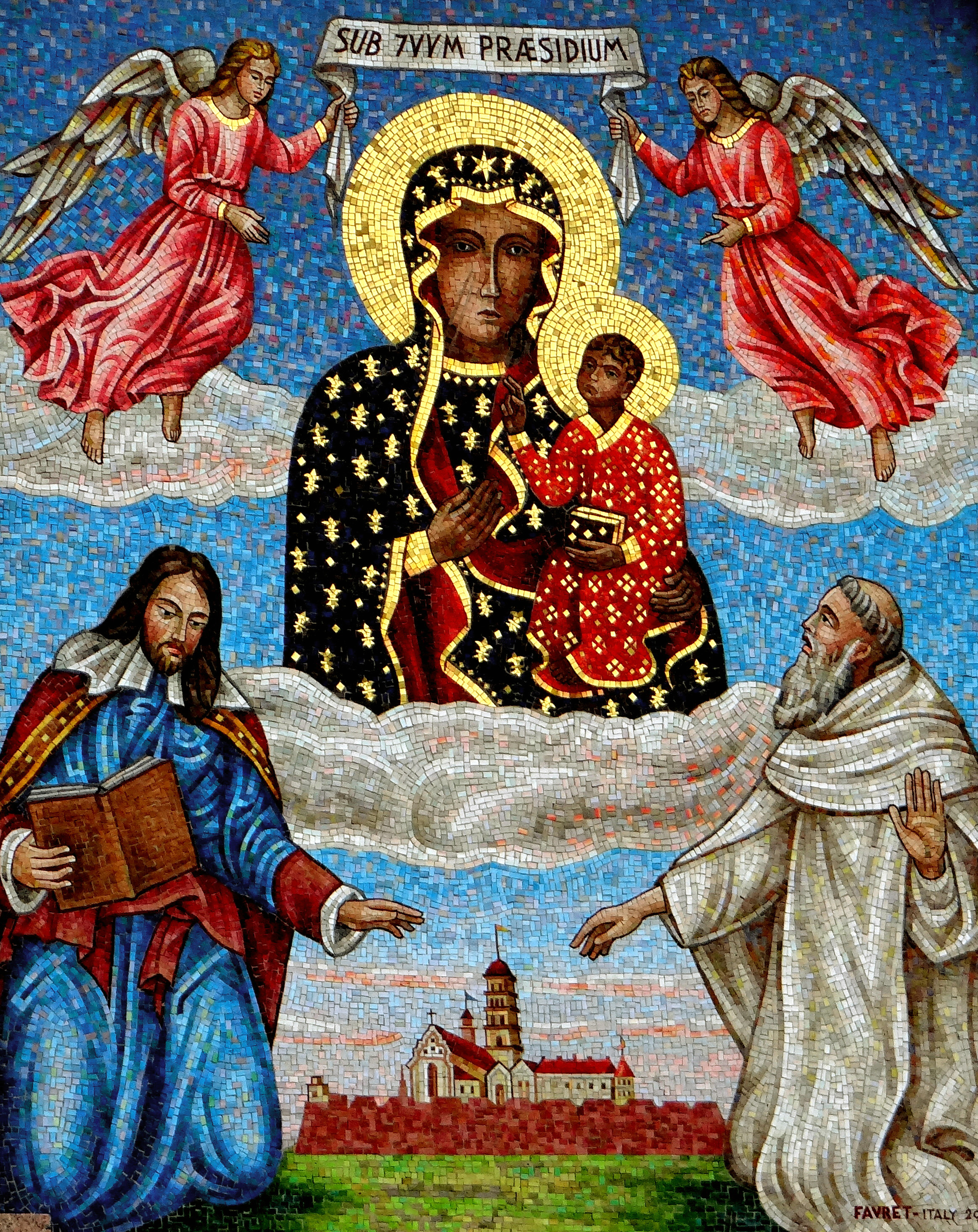
Bức tranh khảm linh ảnh của Đức Mẹ Đen tại Jasna Góra.

Hai vết sẹo trên má phải của Đức Mẹ là do một toán cướp theo phong trào Hussite đã chém vào linh ảnh, khi xông vào cướp bóc tu viện vào năm 1430. Chúng đánh cắp luôn cả bức tranh thánh nhưng sau khi đặt bức tranh vào xe ngựa, thì những con ngựa có đánh cũng không chịu đi. Thấy vậy, chúng liền ném bức tranh thánh xuống đất rồi một tên trong toán cướp rút gươm chém vào linh ảnh hai nhát. Khi định giương kiếm chém nhát thứ ba thì tên này ngã lăn ra đất, quằn quại đau đớn đến chết. Dù đã được phục chế, nhưng bức tranh khó mà trở lại hiện trạng ban đầu do người xưa đã dùng chất màu với sáp pha loãng để vẽ lại.

### Sự tôn kính
Częstochowa được coi là vùng đất thiêng của Ba Lan, với nhiều đoàn hành hương gồm nhiều tín đồ Công giáo Ba Lan đến đây viếng thăm hàng năm. Một đoàn hành hương đã đi từ Warszawa, vào mỗi mùng 6 tháng 8 hàng năm, từ năm 1711 trong chuyến hành trình dài 140 dặm, trong vòng chín ngày. Những người hành hương cao tuổi vẫn nhớ về những ngày tháng tăm tối khi Đức Quốc Xã chiếm đóng nơi đây. Giáo hoàng Gioan Phaolô II đã phải bí mật đến Częstochowa hành hương trong Chiến tranh thế giới thứ hai.
Ngày lễ kính Đức Mẹ Częstochowa được cử hành vào ngày 26 tháng 8.

### Sự công nhận của các Giáo hoàng
Một số Giáo hoàng đã công nhận linh ảnh Đức Mẹ Đen của Częstochowa:
- Giáo hoàng Clêmentê XI đã ban hành Lễ đăng quang cho linh ảnh thông qua Chương Vatican vào ngày 8 tháng 9 năm 1717.
- Giáo hoàng Piô X, sau khi các vương miện bị đánh cắp vào ngày 23 tháng 10 năm 1909, Giáo hoàng đã thay thế các vương miện vào ngày 22 tháng 5 năm 1910.
- Giáo hoàng Gioan Phaolô II đã ban tặng một bộ vương miện khác với tư cách là người gốc Ba Lan, được đặt vào ngày 26 tháng 8 năm 2005.

## Bên ngoài Ba Lan
Những tín đồ theo Cơ Đốc giáo chính thống cũng biết đến linh ảnh Đức Mẹ Đen của Częstochowa. Linh ảnh này được biết đến rộng rãi ở Ukraina và Belarus, những nơi trước đây từng là một phần của Khối thịnh vượng chung Ba Lan-Litva. Hơn nữa, linh ảnh Đức Mẹ Đen của Częstochowa có nguồn gốc từ Chính thống giáo. Tuy nhiên, các nhà sử học Ba Lan đã phát hiện ra rằng bức tranh đã được sơn lại ít nhất hai lần, và hầu như không còn lại gì của phong cách sơn Byzantine trước đây. Người Ukraina có một lòng sùng kính đặc biệt đối với Đức Mẹ Częstochowa. Linh ảnh này thường được nhắc đến trong các bài hát dân ca Ukraine từ thế kỷ 16 và 17.
Đền thờ Quốc gia Đức Mẹ Czestochowa Hoa Kỳ nằm ở Doylestown, Pennsylvania.
Một đền thờ Đức Mẹ Czestochowa khác nhỏ hơn nằm ở Garfield Heights, Ohio; được các nữ tu Dòng Ba Thánh Phanxicô làm phép lành ngày 1 tháng 10 năm 1939.

## Linh ảnh được sử dụng bên ngoài Công giáo

### Haiti Vodou
Linh ảnh Đức Mẹ Đen được lấy làm hình ảnh cho Ezili Dantor, một linh hồn chính trong gia đình Petro trong tín ngưỡng Vodou ở Haiti. Người ta đưa ra giả thuyết rằng hình ảnh được lấy từ các bản sao của lính Ba Lan, những người đứng về phe nổi dậy trong cuộc Cách mạng Haiti.